# 加拉加斯市立劇院

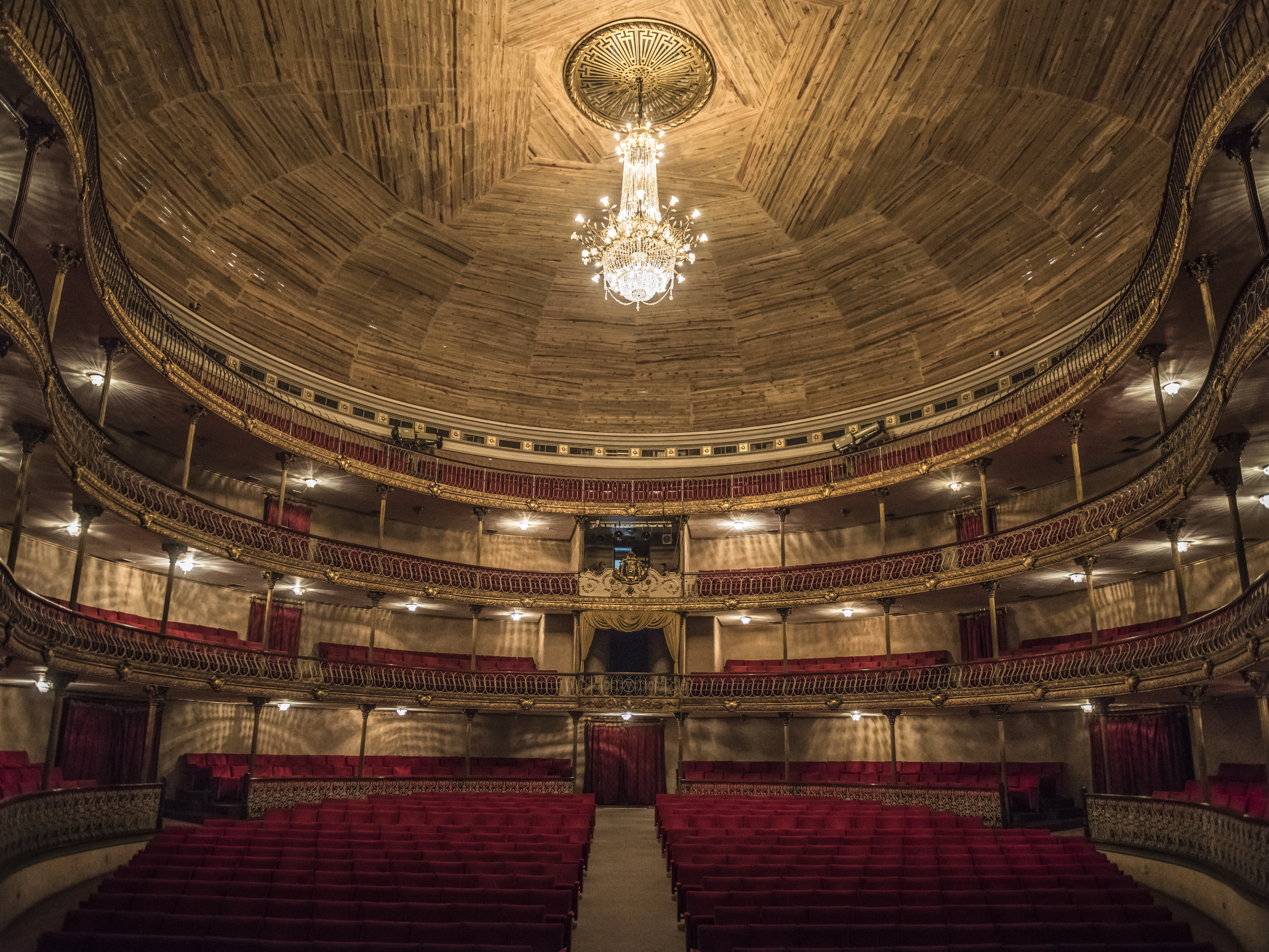
內部

加拉加斯市立劇院（西班牙語：Teatro Municipal de Caracas）是委內瑞拉首都加拉加斯的一座歌劇院，於1881年1月4日開幕，是南美洲最古老的歌劇院之一；當時委內瑞拉總統安東尼奧·古茲曼·布蘭科主持了開幕儀式。
劇院的首場演出的是意大利作曲家埃里科·佩特雷拉於1858年所作的歌劇《瓊恩》，該歌劇在1981年劇院百年誕辰之際再度被演出，並著名的阿根廷女高音阿德萊達·內格里擔任主角。

## 建築
該建築由法國建築師埃斯特萬·里卡德設計，但他在項目完成前就離開了委內瑞拉。最後建築是在委內瑞拉工程師赫蘇斯·穆尼奧斯·泰巴爾的指導下完成。建築結構則採用從英國進口的鐵製品。
建築於1949年曾進行了修改。